# Dolmen de Dalí
El Dolmen de Dalí és un conjunt escultòric monumental a la plaça de Salvador Dalí de Madrid (Espanya). Consta d'un dolmen i una escultura en bronze, obres ambdues de Salvador Dalí. Inaugurat en 1986, des de 2010 és un ben immoble d'interès patrimonial de la Comunitat de Madrid.

## Història

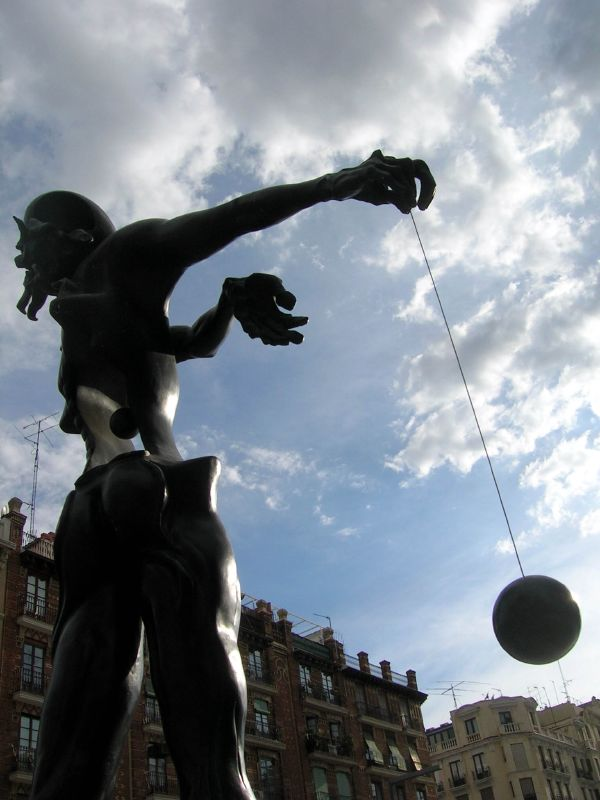
Escultura d'Isaac Newton pertanyent al conjunt «El Dolmen de Dalí».

L'origen del conjunt està en la campanya de difusió cultural que, sota el nom «Viva la Gala!» -en homenatge a Gala, l'esposa de Salvador Dalí, morta tres anys abans-, es va desenvolupar en Madrid durant la primavera de 1985. L'ajuntament de Madrid, presidit per Enrique Tierno Galván, va decidir dedicar a Dalí un espai a la ciutat situat al final de l'avinguda de Felipe II, que s'estava peatonalitzant, enfront del palau dels Esports de la Comunitat de Madrid, i que l'artista català creés una obra per al mateix. D'aquesta forma, el 25 de juliol de 1985 es va dur a terme una primera reunió en Figueres entre Salvador Dalí i dos representants de l'ajuntament, en la qual el pintor va exposar «els elements que haurien de constituir el conjunt monumental anomenat El Dolmen de Dalí», establint-se més precisions en una nova reunió celebrada el 2 d'octubre del mateix any. Al final d'ambdues reunions, Dalí va donar la seva aprovació signant dos esbossos realitzats per un dels representants. Finalment, el 12 de novembre de 1985 es va signar a Figueres un acord entre l'alcalde de Madrid i l'artista, en el qual aquest va donar el seu consentiment al projecte: «Aquesta plaça adoptarà el nom de plaça de Salvador Dalí i en ella s'erigirà un conjunt monumental denominat "El Dolmen de Dalí", que consistirà en un grup format per dos elements: un dolmen de pedra i una escultura de bronze sobre pedestal». A més, es va establir una sèrie d'estipulacions en les quals es determinen els elements que havien de formar part del conjunt, materials, mesures, ubicació, etc.
Amb la mateixa data es va signar un altre acord entre l'ajuntament de Madrid i la Societat Ararte, propietària dels drets d'imatge i reproducció de «El dolmen de Dalí», en la qual es van acordar aspectes econòmics i financers del projecte. L'erecció el conjunt escultòric monumental, compost d'un dolmen i una escultura sobre pedestal, va ser obra d'un equip de la Gerència d'Urbanisme de la capital dirigit per l'arquitecte municipal Alfonso Güemes. Va ser inaugurat el 17 de juliol de 1986, amb la presència de Juan Barranco, alcalde de Madrid, que va llegir un telegrama de Salvador Dalí.
Al setembre de 2002, després de l'incendi del Palau dels Esports, l'alcalde José María Álvarez del Manzano va encarregar un projecte de reforma de la plaça a l'arquitecte Francisco Mangado, que preveia la substitució del paviment original, l'eliminació del pedestal, el trasllat del dolmen al pac de la Fuente del Berro i el desplaçament de l'escultura de Newton cap a l'oest, amb el qual es modificava completament el projecte original afavorit per l'artista català. Les obres van començar el 2003, però l'oposició veïnal va aconseguir frustrar el propòsit de l'ajuntament, sense que pogués impedir-se, no obstant això, la substitució durant la reforma de la plaça, que va acabar el 2005, del paviment original, que va quedar guardat en els magatzems municipals.
En 2009, els tribunals van donar parcialment la raó als veïns, en qualificar el Dolmen de Dalí com bé immoble -i no moble, com pretenia la Comunitat de Madrid, amb el qual s'impedia la seva recol·locació - i ordenà a la Comunitat de Madrid que definís un entorn de protecció associat al bé. No es va ordenar, no obstant això, reposar el paviment original. Amb l'objecte de complir la sentència, les associacions veïnals van seguir demanant la declaració del Dolmen de Dalí com bé d'interès cultural. En 2010, la Comunitat de Madrid li va donar la qualificació de bé immoble d'interès patrimonial de la Comunitat de Madrid.

## Composició

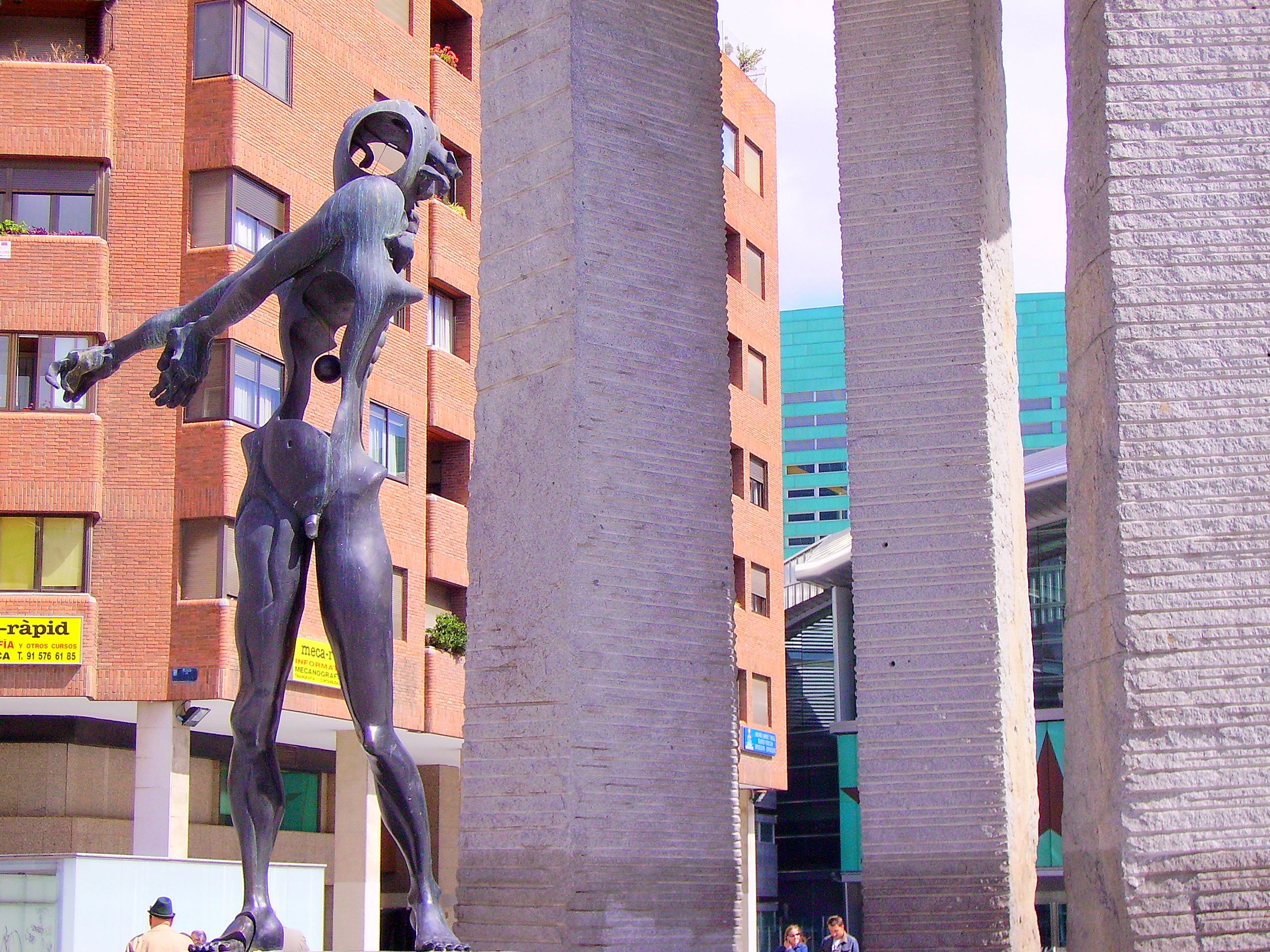
L'estàtua d'Isaac Newton i els pilars del dolmen

El conjunt està format per una taula de pedra sobre tres pilars de granit, i una escultura d'una figura masculina, en bronze, situada sobre un pedestal de granit negre. Es va construir seguint les directrius de Salvador Dalí, el qual va donar la seva conformitat amb el projecte. El disseny original incloïa també el paviment de la plaça, que dibuixava un Crist crucifixat, i que va ser reemplaçat per un llis el 2003.
Segons Alfonso Güemes, el propòsit de Dalí era «erigir un monument a la ciència i a la tècnica com a expressió dels màxims assoliments de la Humanitat». Per a això, va triar un dolmen, per ser est la primera expressió constructiva de la humanitat i la figura d'Isaac Newton per simbolitzar la ciència.
El dolmen, construït en granit segons les mostres acceptades per l'autor i amb una altura de 13,13 metres «exactament», està format per una taula de pedra de forma oblonga, col·locada horitzontalment sobre tres pilars de granit amb forma de paral·lelepípede irregular. Els pilars procedeixen de pedrera i van ser tallats, mentre que la taula superior és una roca natural. En tres de les seves cares i al llarg de part de la seva superfície, els tres pilars presenten incisions a manera d'estries horitzontals. La taula oblonga del dolmen és una pedra de granit les tonalitats del qual són més terroses que el gris dels pilars, creant contrastos de color. Sota el dolmen es trobava una petita llosa rodona de pedra que era l'origen del disseny de l'enllosat. En la llosa està gravada la signatura de l'artista. La ubicació del dolmen es va fer de manera que el seu centre de gravetat es trobés sobre la intersecció de la llavors avinguda de Felip II amb el carrer d'Antonia Mercé. El plànol de la zona tenia forma de trident.
L'escultura representa una figura masculina realitzada en bronze patinat en negre, que s'assenta sobre un pedestal cúbic de granit negre poliment. El model triat per Dalí per a la figura va consistir en una adaptació de l'escultura realitzada el 1969 titulada Homenatge a Newton, al seu torn basada en una petita imatge representada en l'obra pictòrica Fosfene de Laporte, de 1932. La figura masculina presenta el cos en actitud de moviment, representat per la seva tensió en les cames i el seu peu esquerre aixecat per la zona posterior del taló, recolzant tot el seu pes sobre el peu dret, que es mostra seccionat en tres fragments; al costat d'ell, un altre fragment de l'esmentat solt. La part del cos per sobre de la seva cintura està perforada, creant un espai buit del qual penja en el seu interior una esfera. En la part posterior es dissenya una cadena de petites boles assemblant una columna vertebral. El cap de l'escultura està també perforada a la zona del rostre i mostra una lleu cabellera moguda pel vent. Els braços s'estenen cap a la seva dreta, forçant el seu braç esquerre fins a situar-los en paral·lel. Del seu braç dret penja una esfera suspesa d'un fi fil, la qual originalment estava realitzada en granit negre, segons s'estipulava en l'acord entre Salvador Dalí i l'ajuntament, amb data 12 de novembre de 1985.
La figura descansa sobre una peanya de bronze unida a ella, en el front del qual i en el centre es localitza la signatura de l'autor «Dalí», en relleu, i en l'extrem esquerre un petit segell amb la marca «CAPA», del taller de foneria Eduardo Capa. Aquest taller de foneria va ser l'encarregat d'executar l'obra, duent a terme un primer model sobre el qual Dalí va efectuar les modificacions oportunes. Després, el taller en va realitzar diverses reproduccions, algunes de les quals es troben actualment exposades a diversos països.
L'escultura s'assenta sobre un pedestal de granit negre polit. En cadascuna de les seves quatre cares hi ha una lletra en baix relleu component el nom de Gala.